# Gian Luigi Berti
Pour les articles homonymes, voir Berti.
Gian Luigi Berti, né le 16 mai 1930 et mort le 26 février 2014 à Borgo Maggiore, est un homme politique saint-marinais. Il est capitaine-régent de Saint-Marin, avec Paride Andreoli, du 1er octobre 1993 au 1er avril 1994.
Gian Luigi Berti est le père de Gian Nicola Berti et de Maria Luisa Berti ainsi que le grand-père de Gian Marco Berti.